# Demi-bonnette
 (octobre 2019).
Si vous disposez d'ouvrages ou d'articles de référence ou si vous connaissez des sites web de qualité traitant du thème abordé ici, merci de compléter l'article en donnant les références utiles à sa vérifiabilité et en les liant à la section « Notes et références ».

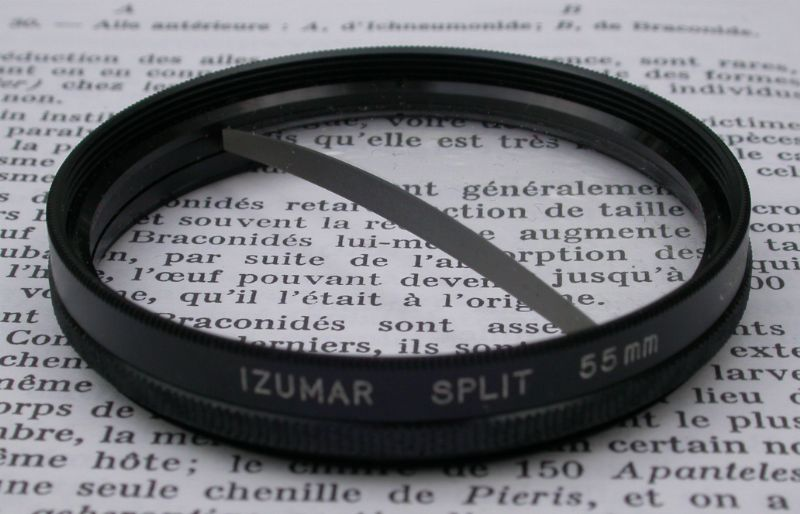
Une demi-bonnette de marque Izumar

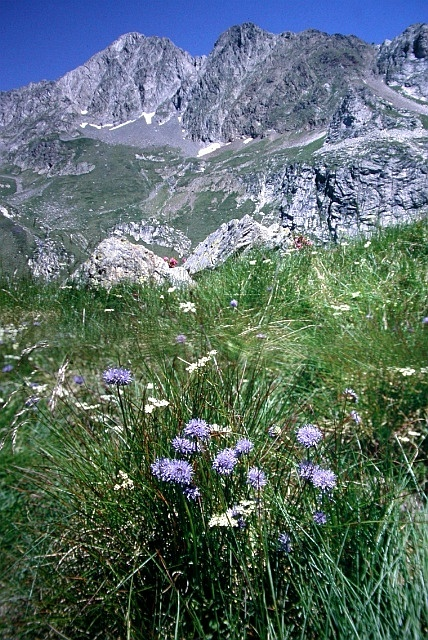
Exemple de photographie prise à l'aide d'une demi-bonnette : les fleurs au premier plan sont nettes, le champ derrière elles est flou et enfin la montagne, à l'arrière plan, est nette de nouveau.

Une demi-bonnette est un type particulier de bonnette, c'est-à-dire une lentille convergente supplémentaire ajoutée à un objectif photographique, mais qui ici ne couvre que partiellement ce dernier.
Elle peut être installée, indifféremment, verticalement ou horizontalement, en fonction des éléments de la scène que le réalisateur souhaite mettre en exergue.
L'intérêt de la manipulation est de permettre d'avoir deux points de netteté différents dans une composition. On peut donc avoir simultanément une zone de netteté proche et une seconde zone de netteté éloignée.
Le cas d'utilisation typique consiste à filmer deux personnages éloignés, l'un au tout premier plan et un second en fond d'image, ne se faisant généralement pas face. Tandis qu'un personnage parle, on peut simultanément observer distinctement les réactions du second personnage, contrairement aux techniques habituelles consistant à effectuer des mises au point adaptées successivement à l'un, puis à l'autre, ou encore à filmer en champ-contrechamp.

## Utilisateurs
Vilmos Zsigmond est un directeur de photographie qui a souvent recours à cette technique. Elle est également couramment employée par le réalisateur Brian de Palma, qui l'a utilisée dans la quasi-intégralité de sa filmographie.

## Quelques films ayant recours à cette technique
- Citizen Kane
- Compartiment tueurs
- Obsession
- Carrie au bal du diable
- Pulsions
- Blow Out
- Body Double
- Les Incorruptibles
- Chinatown
- Pulp Fiction
- Reservoir Dogs
- Matrix
- La Maison des mille morts
- Né un 4 juillet
- L'Enfer
- Les Hommes du président